# R/V G.O. Sars
R/V G.O. Sars är ett norskt forskningsfartyg, som ägs och drivs av Havforskningsinstituttet i Bergen i Norge. Fartyget är det tredje forskningsfartyget i rad med detta namn, uppkallat efter marinbiologen Georg Ossian Sars.
R/V G.O. Sars byggdes 2003 och är 77 meter långt och på 4 067 bruttoregisterton. Hon konstruerades av Skipsteknisk A/S i Ålesund och byggdes på Flekkefjord Slipp og Maskinfabrikk. Hon har en dieselelektrisk motor på 8.100 kW. 